# Koulpélogo
O Koulpélogo é uma província de Burkina Faso localizada na região Centro-Este. Sua capital é a cidade de Ouargaye.

## Departamentos

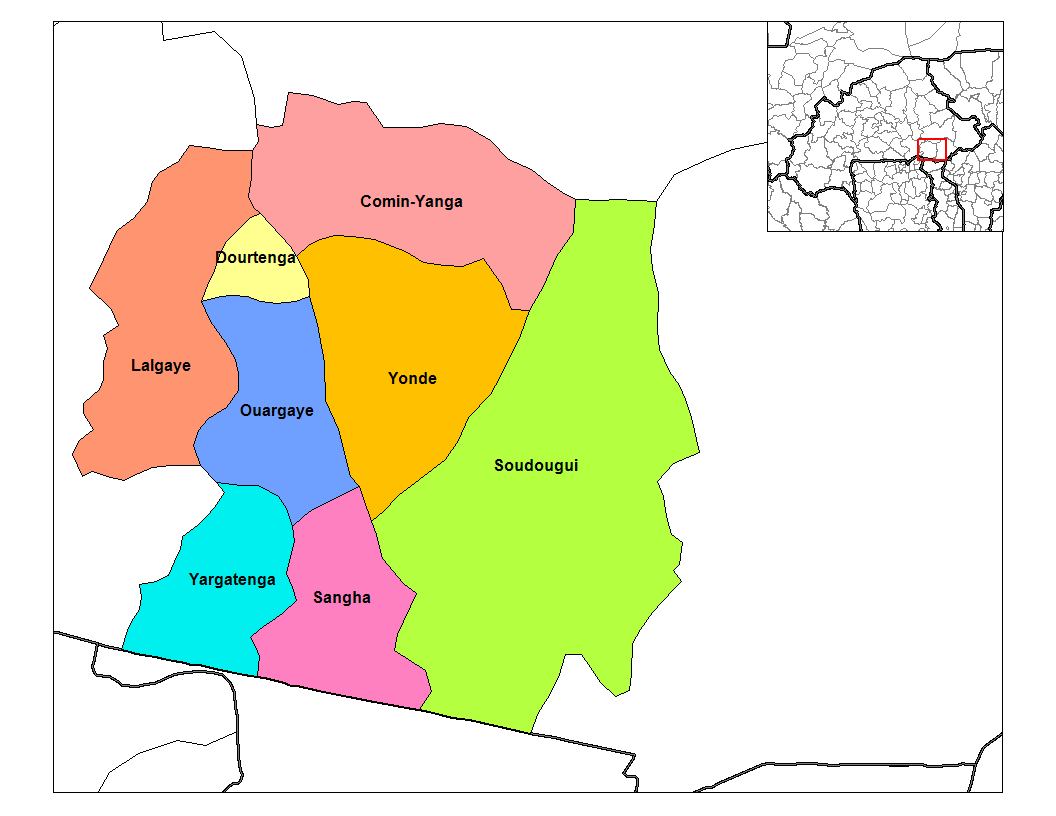
Localização dos diversos departamentos da província do Koulpélogo, Burkina Faso

A província do Koulpélogo está dividida em oito departamentos:
- Comin-Yanga
- Dourtenga
- Lalgaye
- Ouargaye
- Sangha
- Soudougui
- Yargatenga
- Yonde

Predefinição:DEFAULSORT:Koulpelogo